# Spirit de Springfield
Le Spirit de Springfield (en anglais : Springfield Spirit) était une franchise de basket-ball féminin de la ville de Springfield (Massachusetts), appartenant à la NWBL. La franchise a disparu en 2004.

## Joueuses célèbres ou marquantes
- Sue Bird
- Swin Cash